# Sergentomyia wuyishanensis
Sergentomyia wuyishanensis är en tvåvingeart som beskrevs av Charles William Leng och Zhang 1985. Sergentomyia wuyishanensis ingår i släktet Sergentomyia och familjen fjärilsmyggor. Inga underarter finns listade i Catalogue of Life.